# Astragalus wendelboi
Astragalus wendelboi är en ärtväxtart som beskrevs av I.Deml. Astragalus wendelboi ingår i släktet vedlar, och familjen ärtväxter. Inga underarter finns listade i Catalogue of Life.